# 闽江公园
闽江公园，原名江滨公园。位于福州市区闽江南北两岸，是福州市内最大的开放式休闲公园。
闽江公园分为北园和南园，以江为界。全长约10.5公里，是中国最长的都市江滨公园。
- 北园全长5．5公里，面积44．24公顷，园内由9个景区组成，自西向东依次为：
  - 西河园、锦江园、金沙园、望龙园、缤纷园、桥梁园、华龙园、闽风园和闽水园。

- 南园位于闽江南岸，全长2850米，占地27.4公顷。南园的原生林较多，由一个主入口广场和8个景区组成：
  - 荷塘月色、江畔闲情、梦里田园、童趣天地、十里花径、花乡广场、洪塘古渡、日沐椰风。